# Itelmenen

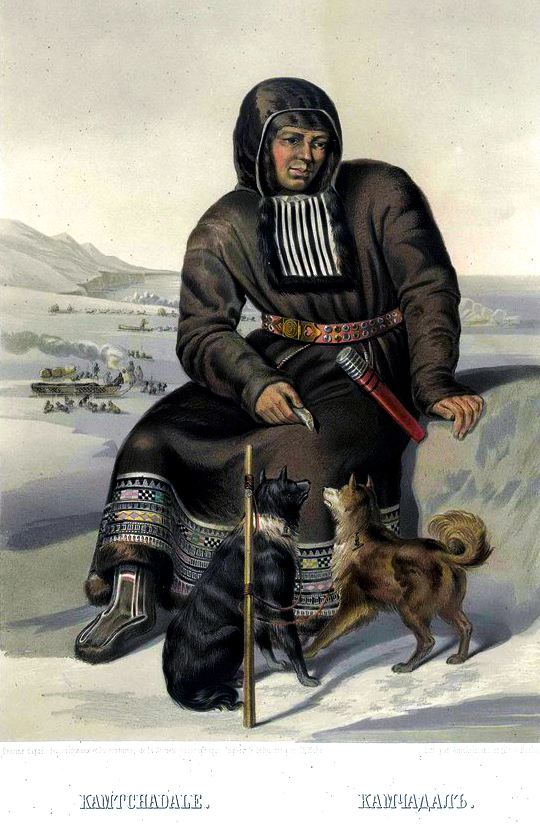
Itelmene

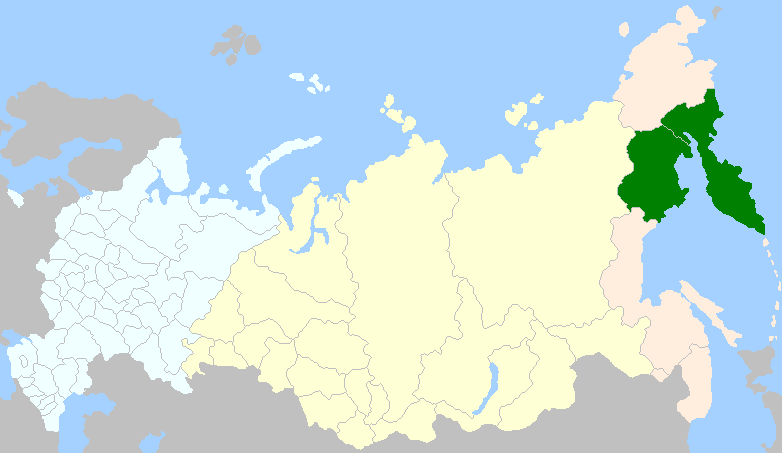
Ursprüngliches Siedlungsgebiet der Itelmenen in Kamtschatka

Die Itelmenen sind eine indigene Bevölkerungsgruppe der Paläosibirier, die hauptsächlich auf der Halbinsel Kamtschatka siedelt. 
Der Name dieser ethnischen Gruppe bedeutet „hier leben“; sie umfasst 2596 Menschen (2021).

## Kultur

### Historisch
Sie siedelten ursprünglich von der Südspitze (Kap Lopatka) und der Ostküste Kamtschatkas nördlich bis zum Fluss Tigil und westlich bis zur Uka. Die alten Itelmenen-Siedlungen lagen an den Flüssen Kamtschatka (Uykoal'), Jelowka (Kooch), Bolschaja, Bystraja, Awatscha und den Küsten der Awatscha-Bucht (nahe Petropawlowsk-Kamtschatski).
Den Wohnplatz der Itelmenen beschreibt man als Ostrog, der zu Beginn aus einer Familie bestand und sich im Laufe der Zeit vergrößerte.
Die Art der Behausung war von den Jahreszeiten abhängig und unterschied sich in Winter- und Sommerwohnungen.
Die Winterwohnungen wurden Ambaren genannt und bestanden aus halb in die Erde gebauten Hütten. Man verbrachte darin die Zeit von Anfang November bis Anfang April.
Die Sommerwohnungen wurden dagegen auf Pfählen errichtet und wurden als Balagane bezeichnet. Aufgrund ihrer Höhe und der guten Belüftung wurden diese Bauten ebenso als Proviantspeicher genutzt.
Im Sommer spielte sich das Leben der Itelmenen am und auf dem Wasser ab. Sie bewegten sich in baumstammähnlichen Kanus fort, hergestellt aus einem Pappelstamm. Sie fischten mit aus Brennnesseln gewebten Netzen, harpunierten oder stellten Reusen auf. Ein Teil der Fische wurde getrocknet, ein anderer in speziellen Löchern aufbewahrt. Der Mangel an Salz erlaubte nur eine kleine Lagerhaltung. Die Jagd zur Pelz- und Fleischgewinnung hatte ebenfalls große wirtschaftliche Bedeutung. Bejagte Tierarten waren Rotfuchs, Zobel und Schneeschaf; an der Küste Seelöwe, Seehund und Seeotter.
Die Kleidung der Itelmenen wurde aus Zobelfellen, Fuchsfellen, Schnee-Bock oder auch Hundefellen gefertigt. Georg Wilhelm Steller, der Kamtschatka in der ersten Hälfte des 18. Jahrhunderts bereiste, schrieb: „Die schönsten Kuchljankas (Anoraks) sind am Kragen dekoriert, die Ärmel und der Saum mit Hundefell, der Kaftan (kurzer Rentierfell-Overall) ist behängt mit Hunderten von rot angemalten Seehundfell-Quasten, welche bei jeder Bewegung herumbaumeln.“
Musik und Tanz

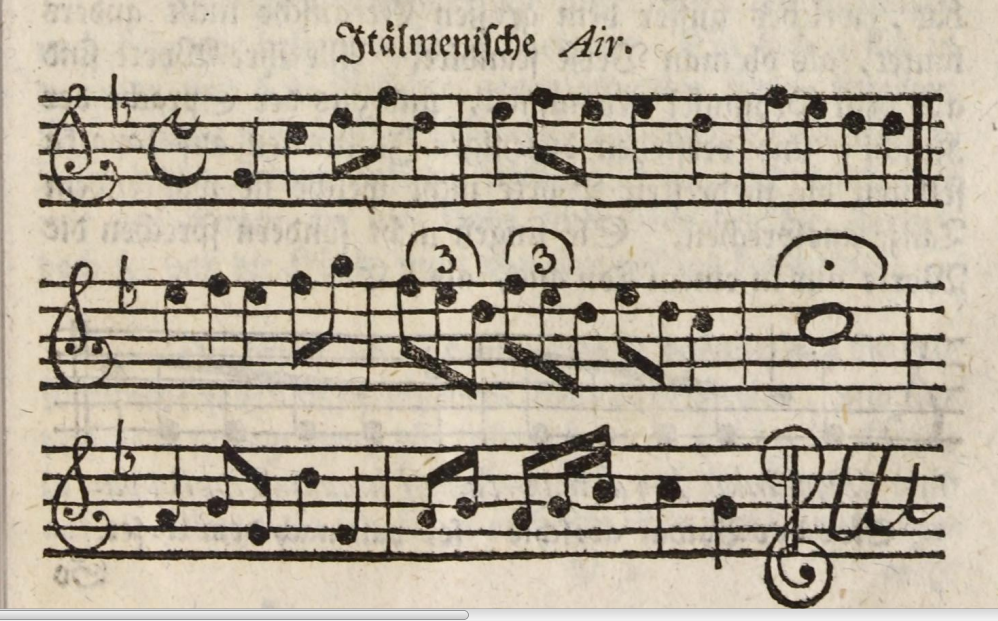
Faksimile einer Notation eines itelmenischen Stückes durch Steller

Gemäß Steller kannten die Itelmenen verschiedene Tänze und Musikinstrumente. Laut ihm waren die itelmenischen Gesänge „cantabel und nach den Regeln der Musik, dem Takte und Kadenzen dergestalt wohl eingerichtet sind, dass man sich dergleichen bei diesem Volke nimmermehr vermuten sollte.“ Im Vergleich zu den Stücken der Itelmenen seien die Kantaten von Orlando di Lasso schlechter. Er bescheinigt ihnen „auch sehr feine und angenehme Stimmen und ganz außerordentliche Manieren, Überspringungen und Modulationen in der Gurgel, die [...] von den Italienern nicht sogleich sollten imitiert werden.“ Einige dieser Lieder sind seinerzeit von Steller vor Ort transkribiert und später (1774) als Faksimile gedruckt worden, zum Beispiel eine Air. Zudem erwähnt Steller in seinem Bericht auch, dass die Itelmenen den Spektralgesang beherrschen würden.

„[...] haben alle Glieder eine besondere und contraire Bewegung gegen einander, daß man die Geschicklichkeit ihres Leibes so wenig mit Worten beschreiben, als zur Gnüge bewundern kan. Unter dem Singen imitiren sie allerhand Thier- und Vögel-Geschrey, und machen solche Bewegungen in der Kehle, die kaum nachzumachen sind, und lautet nicht anders, als wenn 2 oder 3 zugleich, verschiedene Stimmen hören ließen. Hierinnen excelliret besonders das Frauenzimmer in Nischna und am Kamtschatka-Strom.“

Alltag
Die Itelmenen verwendeten viel Fisch für ihre Speisen, bevorzugt gebacken (chuprik), und Fischkoteletts (tael'no), aßen die Sprossen von Schelomainik (Kamtschatka-Mädesüß), Morkownik (Wiesen-Kerbel) und Putschka (Heracleum maximum), letzteres bevor es brennende Eigenschaften annimmt. Gegen Skorbut wurden Zedernzapfen und getrockneter Lachs-Kaviar mit etwas Tee genommen. Ihr Essen wurde mit Seehundfett im Geschmack verbessert. Itelmeninnen trugen üblicherweise Perücken, wohl, um mehr Beachtung zu gewinnen.

### Gegenwart

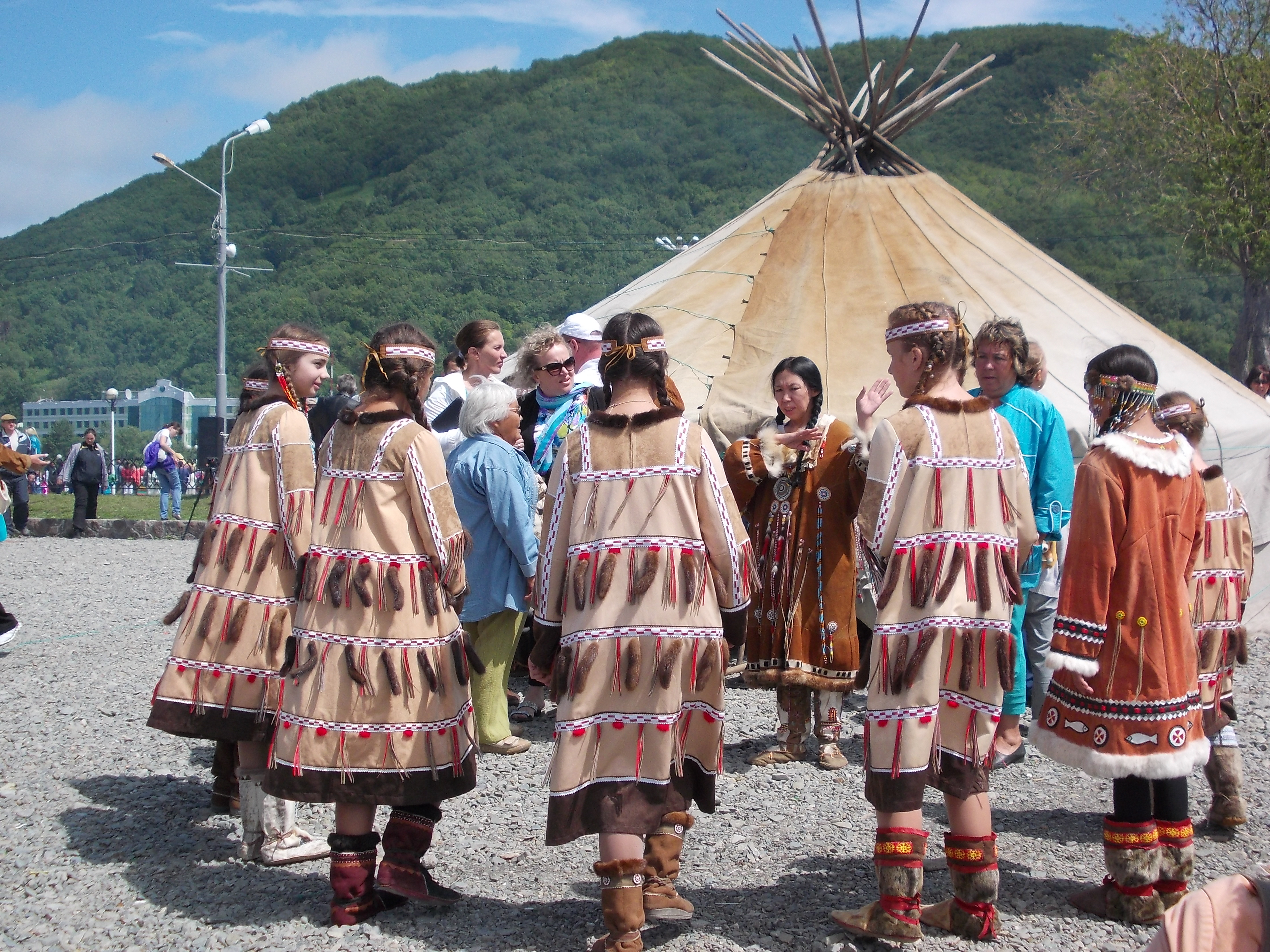
Die itelmenische Tanzgruppe „Luch“ bei einer Darbietung am „Tag der Fischer“

Die aussterbende itelmenische Sprache bildet den kamtschadalischen Zweig der tschuktscho-kamtschadalischen Sprachen. Die über viele Jahrhunderte währende russische Einflussnahme auf die Itelmenen und andere kleine Völker Sibiriens hat kulturell zu einer weitgehenden Russifizierung geführt. Demgegenüber hat jedoch bereits die Sowjetunion 1989 weitreichende Maßnahmen beschlossen, um diesen Prozess zu stoppen beziehungsweise umzukehren: So wurden muttersprachliche Schulklassen eingerichtet, um die Sprache zu erhalten. Lehrprogramme für Jagd und Pelztierzucht wurden eingeleitet. Diese Gesetze wurden nach dem Zusammenbruch der Sowjetunion vom russischen Staat im Dezember 1991 übernommen. In der Tat wendet man sich heute wieder alten Sitten und Gebräuchen zu. Es findet eine Rückbesinnung auf die ursprünglichen Wurzeln der itelmenischen Kultur statt. Dennoch ist die Situation des Volkes heute aufgrund der dauerhaften Wirtschaftskrise Russlands schwierig: Grundsätzlich ist das Leben eher ärmlich, Unterstützung durch die Regierung gibt es kaum. Der Fischfang spielt (vor allem in Form der Subsistenzwirtschaft) nach wie vor eine wichtige Rolle. Möglichkeiten für Geldeinkünfte gibt es wenig; unter anderem trägt hier die Führung von (Jagd)-Touristen dazu bei.

### Religion
Bis zur Christianisierung durch die Russisch-Orthodoxe Kirche (Beginn im 17. Jahrhundert, nennenswert jedoch erst ab Ende des 19. Jahrhunderts) war der sogenannte „klassische Schamanismus“ die ethnische Religion der Itelmenen. Der Ethnologe Klaus E. Müller spricht hier von „Elementarschamanismus“ und meint damit die archaischste Form dieser spirituellen Praxis, die typisch für sibirische Ethnien war, bei denen die Jagd kulturell eine herausragende Rolle spielte. Nach der Religion der Itelmenen wurde ein Rabe namens Kutka als der Schöpfer aller Dinge angesehen, und viele Riten, die ihre Wirtschaft beeinflussen sollten, waren ebenfalls mit Tieren verbunden. Mit den geistigen Wesen stand der Schamane in enger Verbindung. Er konnte Unheil erklären, Krankheiten heilen, Träume deuten und über die Seelen Verstorbener berichten. Wenn Erwachsene starben, setzte man sie den Hunden aus, Kinder dagegen setzte man in hohlen Bäumen bei.
Die Christianisierung hat bei vielen abgelegenen Völkern Sibiriens nur oberflächlich stattgefunden, so dass synkretistische Mischreligionen heute häufig sind.

## Politischer Status
Politisch sind die Itelmenen der Gruppe der indigenen Völker des russischen Nordens, Sibiriens und des russischen Fernen Ostens zugeordnet, die im Dachverband RAIPON organisiert sind. Dieser hat die Aufgabe, die Rechte und Interessen der Urvölker auf internationaler Ebene zu vertreten. Bisher wurden nur mäßige Erfolge erzielt, weshalb ethnische Eigenständigkeit und ein ökologisch intakter Lebensraum keinesfalls gesichert sind. Die ungehinderte Nutzung des Landes als Nahrungs- und Einkommensquelle ist für die Itelmenen von großer Bedeutung, da auf der Halbinsel Kamtschatka die höchsten Lebenshaltungskosten Russlands herrschen.
Die regionale Vereinigung der Itelmenen Kamtschatkas heißt „Tchsanom“ und setzt sich vor allem für die Landrechte der Ureinwohner ein.